# Favonigobius melanobranchus
Favonigobius melanobranchus es una especie de peces de la familia de los Gobiidae en el orden de los Perciformes.

## Morfología
Los machos pueden llegar a alcanzar los 5,5 cm de longitud total.

## Hábitat
Es un pez de Mar, de clima subtropical y demersal que vive entre 0-5 m de profundidad.

## Distribución geográfica
Se encuentra en Australia, Egipto

## Observaciones
Es inofensivo para los humanos. 